# Paracerceis tomentosa
Paracerceis tomentosa är en kräftdjursart som beskrevs av Schultz och McCloskey 1967. Paracerceis tomentosa ingår i släktet Paracerceis och familjen klotkräftor. Inga underarter finns listade i Catalogue of Life.